# Indorama Polymers Europe
Indorama Polymers Europe ist ein litauisches Handelsunternehmen in Klaipėda (Freie Wirtschaftszone Klaipėda), das als PET-Händler tätig ist. Es handelt mit der Produktion von Orion Global Pet und gehört zur thailändischen Gruppe Indorama. 2012 erzielte UAB "Indorama Polymers Europe" einen Umsatz von 1,594 Mrd. Litas (461,7 Millionen Euro).